# بامبو (تبار)
بامبو، خیزران (نام علمی: Arundinarieae) نام یک تبار از زیرخانواده بامبو است. این جنس از تیره گندمیان ساقه ای بند بند و غالباً توپر دارد. گونه‌های زیادی از آن در ایران کاشته شده‌است اما به علت اینکه این گیاهان غالباً به زودی گل نمی‌دهند تشخیص آنها براساس سیستماتیک کلاسیک امکان‌پذیر نیست. به همین دلیل اسامی علمی آنها نامشخص است.